# Требеж (Барајево)
Требеж је насеље у општини Барајево у Граду Београду. Према попису из 2002. у насељу је живело 8325 становника.

## Градски саобраћај
До насеља се дневним линијама гсп-а може стићи:
- Линија 407Л Бела Река — Стара Липовица — Требеж /Окретница/[2]
- Линија 534 Церак виногради — Рипањ /Гробље/[3]